# マツダ・X2000
X2000は1968年から西日本車体工業によって製造されたマツダ（東洋工業）の四輪駆動車である。ミャンマー（ビルマ）でノックダウン生産されたモデルはパスファインダーXV-1 (Pathfinder XV-1) として同国内で販売された。マツダ・ジープ (Mazda Jeep) という通称でも知られる。

## 歴史
開発は日本の東洋工業および西日本車体工業において1960年代に行われ、1968年に西日本車体工業で試作車が完成した。同年に量産が開始され、日本国内では1968年から1970年にかけて合計617台の受注があったと記録されている。
ミャンマーにおいては、カチン州にある工業省の第二自動車工場においてノックダウン生産された。ミャンマーの軍、警察、政府向けに開発されたモデルであるが、その実用性の高さが評価され、一般向けにも販売された。
製造は1970年から1973年まで行われたとされているが、正確な製造期間は不明であり、1974年以降はノックダウン生産からミャンマーでの現地生産に切り替わって製造が続けられ、1990年代まで製造されていたという説も存在する。

## 設計
ソフトトップとハードトップが設定され、後席は対面のベンチシートとなっており、乗車定員は最大9人となる。日本市場向けモデルは1,985 cc 直列4気筒VA型ガソリンエンジンが搭載され、ミャンマー市場向けモデルにはディーゼルエンジン仕様も存在するとされているが、詳細は不明である。ノックダウン生産を行っていた1970年から1973年までは右ハンドル車のみが製造され、1974年以降は左ハンドルに切り替わったとされる。